# Kanton Auxi-le-Château
Kanton Auxi-le-Château is een kanton van het Franse departement Pas-de-Calais. Het kanton maakt deel uit van de arrondissementen Arras en Montreuil.

## Geschiedenis
Op 22 maart 2015 werd het kanton uitgebreid met de gemeenten van de op die dag opgeheven kantons Campagne-lès-Hesdin, Hesdin en Le Parcq.
Tegelijkertijd gingen Aubrometz, Bonnières, Boubers-sur-Canche, Bouret-sur-Canche, Canteleux, Conchy-sur-Canche, Fortel-en-Artois, Frévent, Ligny-sur-Canche, Monchel-sur-Canche en Vacquerie-le-Boucq uit dit kanton over naar het kanton Saint-Pol-sur-Ternoise.
Hierdoor verhoogde het aantal gemeenten van 26 naar 84.
Op 1 januari 2025 gefuseerden de gemeenten Hesdin, Huby-Saint-Leu, Marconne en Sainte-Austreberthe tot de gemeente Hesdin-la-Forêt. Hierdoor nam het aantal gemeenten in het kanton af van 84 naar 81.

## Gemeenten
Het kanton Auxi-le-Château omvat de volgende gemeenten:
- Aix-en-Issart
- Aubin-Saint-Vaast
- Auchy-lès-Hesdin
- Auxi-le-Château (hoofdplaats)
- Azincourt
- Béalencourt
- Beaurainville
- Beauvoir-Wavans
- Blangy-sur-Ternoise
- Blingel
- Boffles
- Boisjean
- Boubers-lès-Hesmond
- Bouin-Plumoison
- Brévillers
- Brimeux
- Buire-au-Bois
- Buire-le-Sec
- Campagne-lès-Hesdin
- Capelle-lès-Hesdin
- Caumont
- Cavron-Saint-Martin
- Chériennes
- Contes
- Douriez
- Éclimeux
- Fillièvres
- Fontaine-l'Étalon
- Fresnoy
- Galametz
- Gennes-Ivergny
- Gouy-Saint-André
- Grigny
- Guigny
- Guisy
- Haravesnes
- Hesdin-la-Forêt
- Hesmond
- Incourt
- Labroye
- Lespinoy
- La Loge
- Loison-sur-Créquoise
- Maintenay
- Maisoncelle
- Marant
- Marconnelle
- Marenla
- Maresquel-Ecquemicourt
- Marles-sur-Canche
- Mouriez
- Neulette
- Nœux-lès-Auxi
- Noyelles-lès-Humières
- Offin
- Le Parcq
- Le Ponchel
- Le Quesnoy-en-Artois
- Quœux-Haut-Maînil
- Raye-sur-Authie
- Regnauville
- Rollancourt
- Rougefay
- Roussent
- Saint-Denœux
- Saint-Georges
- Saint-Rémy-au-Bois
- Saulchoy
- Sempy
- Tollent
- Tortefontaine
- Tramecourt
- Vacqueriette-Erquières
- Vaulx
- Vieil-Hesdin
- Villers-l'Hôpital
- Wail
- Wambercourt
- Wamin
- Willeman
- Willencourt